# SS Milwaukee Clipper
Le SS Milwaukee Clipper, également connu sous le nom de SS Clipper et anciennement SS Juniata, est un ancien navire à passagers et traversier automobile à vapeur qui a navigué sous deux configurations et a voyagé sur tous les Grands Lacs à l'exception du lac Ontario. Le navire est maintenant amarré à Muskegon au Michigan en tant que navire musée.

## Juniata
Le navire a été lancé le 22 décembre 1904 à Cleveland dans l'Ohio, dans les chantiers navals de l'American Ship Building Company. Baptisé Juniata lors de son lancement, il a été construit pour Anchor Line, la division maritime des Grands Lacs du Pennsylvania Railroad. Il transportait 350 passagers dans des cabines. Tel que construit à l'origine, il avait une coque en acier riveté et une superstructure en bois. Pour le Pennsylvania Railroad, il a transporté des passagers et du fret entre Buffalo et Duluth, jusqu'en 1915.

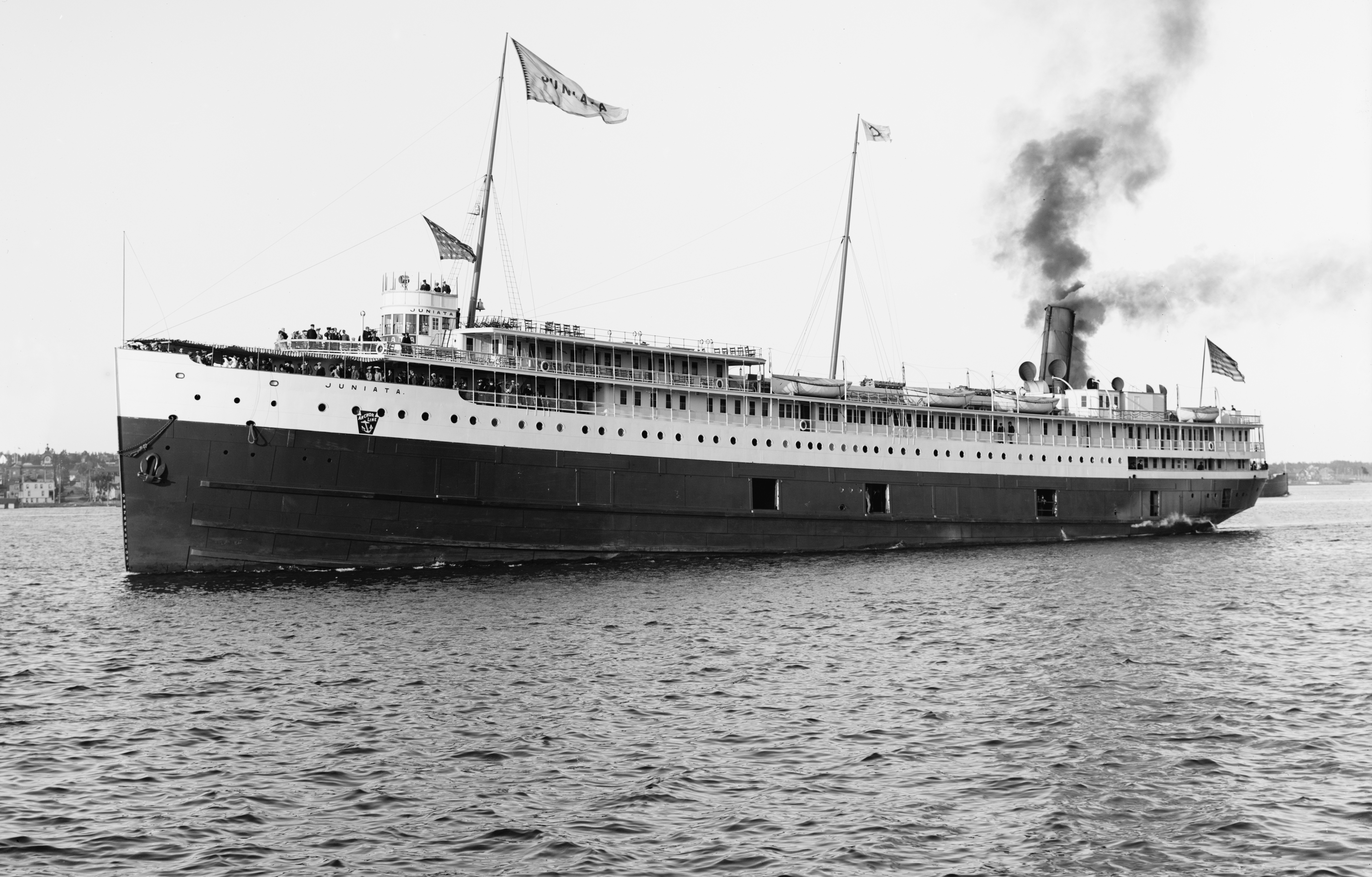
SS juniata

En 1915, une loi interdisant aux chemins de fer de posséder des bateaux à vapeur, est entrée en vigueur. Forcée de se séparer de ses divisions maritimes, la Pennsylvania Railroad a vendu ses flottes de compagnies ferroviaires à la nouvelle Great Lakes Transit Corporation. Sous ce drapeau, Le navire a continué de transporter sur les mêmes itinéraires pendant encore 20 saisons. Pour la durée de la saison 1933, Juniata a transporté des passagers à destination et en provenance de Chicago pour l'Exposition universelle de Chicago. Juniata a été désarmé en 1936 en raison de mauvaises conditions économiques ainsi que de nouvelles réglementations sur les navires à passagers en bois à la suite de la catastrophe du Morro Castle.

## Milwaukee Clipper
Juniata était amarré à Buffalo jusqu'à sa vente en 1940 à Wisconsin & Michigan Steamship Company. Il a été reconstruit, modernisé sur le chantier de la Manitowoc Shipbuilding Company (en) et utilisé comme navire à passagers sur le lac Michigan. Ses chaudières ont été converties pour brûler du mazout au lieu du charbon, et les anciennes cabines et la superstructure en bois ont été retirées et remplacées par de l'acier pour répondre aux nouvelles normes de sécurité incendie maritime créées après l'incendie du SS Morro Castle au large d'Asbury Park dans le New Jersey en 1934. La cheminée avant profilée est fausse et ne ventile pas les gaz d'échappement du moteur. C'est une signature de l'architecte naval George G. Sharp (en), comme deux autres navires historiques, le SS Lane Victory et le NS Savannah.

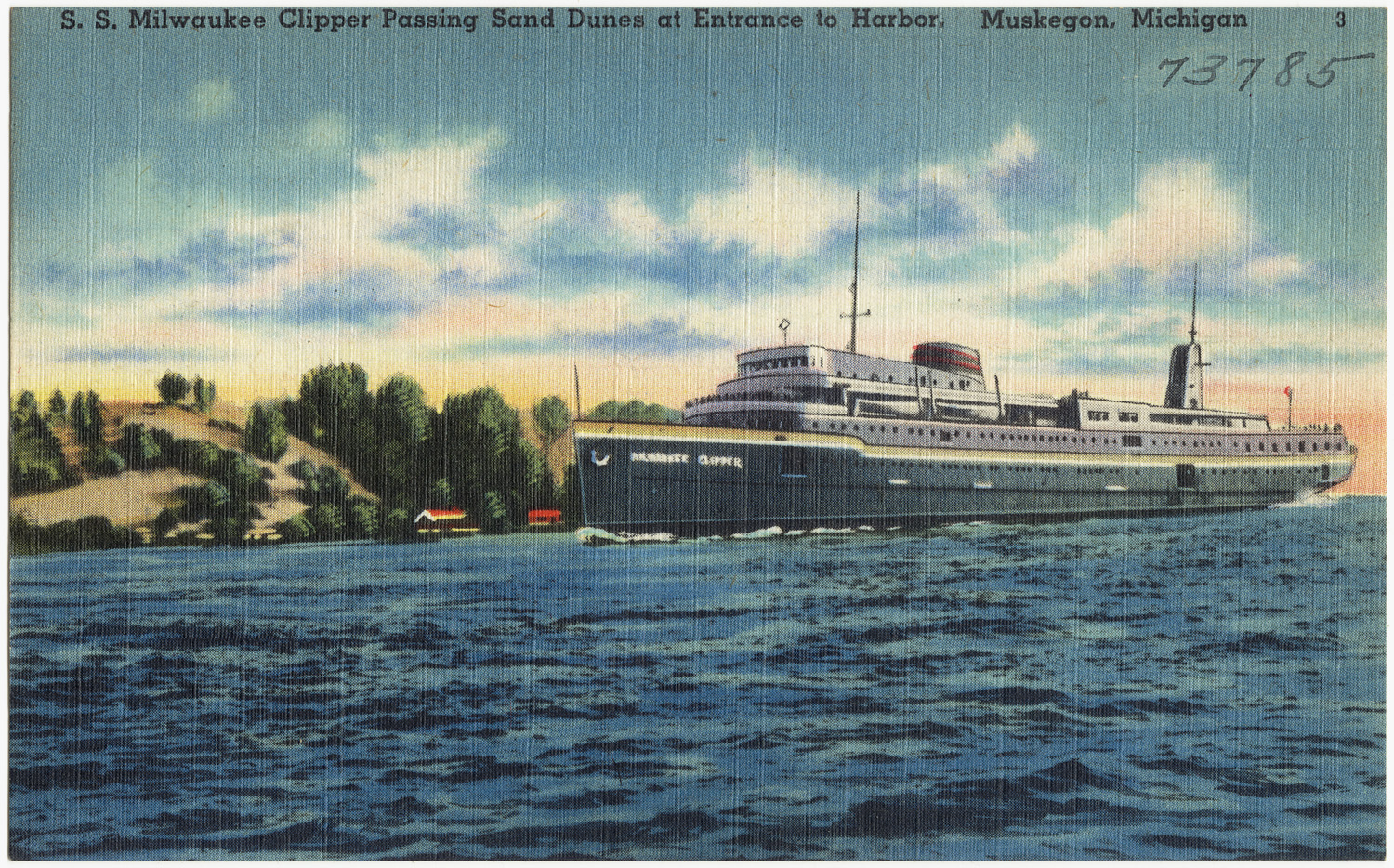
SS Milwaukee Clipper passant des dunes de sable à l'entrée du port de Muskegon

Le navire modernisé comportait désormais des cabines climatisées, une salle de jeux pour enfants, une salle de cinéma, une piste de danse avec un orchestre, une fontaine à soda, un bar, une cafétéria, des salons et une plate-forme sportive, et une capacité de 120 voitures. Il a été baptisé Milwaukee Clipper le 2 juin 1941 par Patricia McKee, fille de Max B. McKee, directeur de Sand Products Corporation, propriétaire du navire. Il a fait son voyage inaugural de Milwaukee à Muskegon le jour suivant. En tant que Milwaukee Clipper, il navigua entre Muskegon et Milwaukee, ainsi que pour des excursions à travers le lac Michigan visitant divers autres ports, pendant 29 saisons. Il s'appelait aussi la « Queen of the Great Lakes » et transportait environ 900 passagers et 120 automobiles en été. Son équipage comprenait 105 à 109 personnes, dont environ 55 dans le seul service du steward pour s'occuper des quelque 900 passagers à bord. 
Pendant la Seconde Guerre mondiale, le Milwaukee Clipper a transporté du matériel de défense entre Muskegon et Milwaukee. Le navire avait des contrats avec des constructeurs automobiles pour transporter de nouvelles voitures pendant toute sa carrière. La saison des passagers était entre mai et septembre. Après cela, il était sous licence limitée qui lui permettait de transporter un nombre réduit de passagers et jusqu'à 250 automobiles.
En 1970, la société prévoyait de remplacer le Milwaukee Clipper par le nouveau et plus grand Aquarama. Les négociations concernant le dragage du port de Milwaukee pour ce nouveau navire ont échoué et le plan ne s'est pas concrétisé. Ironiquement, bien que 1970 ait été une année record pour Milwaukee Clipper, elle a cessé de suivre son itinéraire régulier après cette année.

## Navire musée
En 1977, Milwaukee Clipper a été acheté par des intérêts de Chicago dirigés par James Gillon, opérant à partir de Navy Pier et de l'exploiter sur un trajet Chicago-Milwaukee rendu populaire par le navire à passagers de type whaleback SS Christopher Columbus. Malheureusement, après avoir été remorqué à Bay Shipbuilding pour inspection, le soutien financier a échoué et le Milwaukee Clipper a été saisi. Après plusieurs affaires judiciaires, le navire a été renvoyé à James Gillon, remorqué à Chicago en 1980 pour être utilisé comme navire-musée sur Navy Pier.

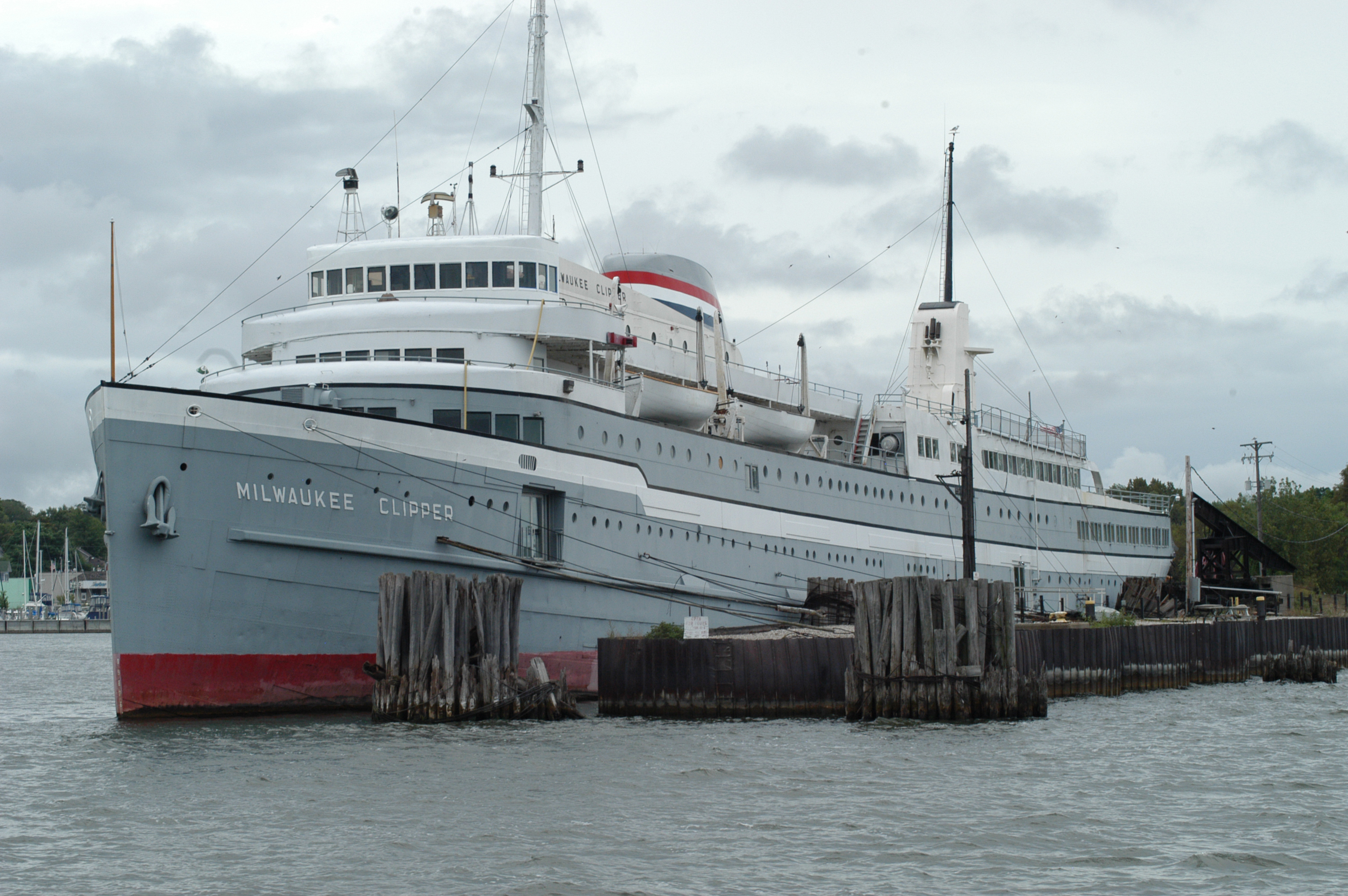
SS Milwaukee Clipper en 2010

En décembre 1983, le Milwaukee Clipper a été inscrit au registre national des lieux historiques et en mai 1989, le navire a été désigné monument historique national. L'année suivante (1990), il a été vendu à Hammond dans l'Indiana où il a servi de pièce maîtresse pour leur grande nouvelle marina. Après que le Milwaukee Clipper ait été remplacé par un nouveau navire-casino, il a été remorqué jusqu'au sud de Chicago et amarré sur la rivière Calumet. Il a été vendu le 2 décembre 1997 pour être utilisé comme musée à Muskegon, Michigan, son ancien port d'attache. 
Le Milwaukee Clipper est amarré à Muskegon, dans le Michigan, sur l'ancien quai du Grand Trunk Western Railroad. Il a été restauré par des bénévoles de l'organisation SS Milwaukee Clipper Preservation, Inc..